# Barvas Lodge
Die Barvas Lodge ist eine ehemalige Gaststätte in der schottischen Ortschaft Barvas auf der Hebrideninsel Lewis and Harris. 1978 wurde das Bauwerk in die schottischen Denkmallisten in der Denkmalkategorie C aufgenommen. Die Einstufung beruht ausschließlich auf historischen, nicht auf architektonischen Aspekten. Das Gebäude ist nicht zu verwechseln mit einer Villa gleichen Namens in Stornoway.

## Beschreibung
Die Barvas Lodge steht zwischen den Bächen Barvas und Thoraigh an der Einmündung der aus Stornoway kommenden A858 in die A857 am Südrand der Gemeinde Barvas. Als Bauzeitraum der Lodge ist das späte 18. oder frühe 19. Jahrhundert verzeichnet. Ursprünglich handelte es sich bei der Barvas Lodge um eine Gaststätte, die später zu einem Jagdsitz umgenutzt wurde. Bei dem südexponierten Baukörper des heutigen Gebäudes handelt es sich vermutlich um das ursprüngliche Gebäude. Die nach Osten, Norden und Westen weisenden Körper wurden vermutlich später ergänzt und harmonieren in ihren Dimensionen mit dem ursprünglichen Körper. Das Mauerwerk des eingeschossigen Gebäudes ist aus Feldstein aufgemauert. In das Mauerwerk sind Sprossenfenster eingelassen. Das mit kleinen Dachgauben ausgeführte Satteldach ist mit Schiefer eingedeckt.